# Papuagrion rectangulare
Papuagrion rectangulare là một loài chuồn chuồn kim trong họ Coenagrionidae.
Papuagrion rectangulare được Lieftinck miêu tả khoa học năm 1937.